# سیریل نزاما
سیریل نزاما (انگلیسی: Cyril Nzama؛ زادهٔ ۲۶ ژوئن ۱۹۷۴) یک بازیکن فوتبال اهل آفریقای جنوبی است.
وی همچنین در تیم ملی فوتبال آفریقای جنوبی بازی کرده‌است.